# 유리의 성 (만화)
《유리의 성》(ガラスの城 가라스 노 시로[*])은 일본의 만화가 와타나베 마사코가 창작한 만화이다. 1969년부터 1970년까지 《주간 마가렛》에 연재되었다. 와타나베 마사코는 이 작품으로 제16회 쇼가쿠칸 만화상을 수상했다. 정식 한국어판이 발행된 적은 없고 "새소년 클로버 문고" 레이블에서 정영숙과 황수진의 이름으로 도용된 해적판이 발행된 적이 있다.

## 줄거리
이사도라와 마리사는 홀어머니 밑에서 함께 자란 자매이다. 언니인 이사도라는 외향적이고 화려한 반면 마리사는 소박하고 얌전한 성격을 가졌다. 어느 날 자매의 어머니가 마차에 치어 숨지고, 이사도라는 어머니가 숨겨둔 편지를 발견한다. 편지를 읽은 이사도라는 마리사가 사실 친동생이 아니며 스트라스포드 백작가의 딸인 것을 알게 된다. 이사도라는 편지를 없애고 유일한 증거인 펜던트를 이용해 자신이 백작 가의 딸임을 주장한다. 스트라스포드 백작은 이사도라의 거짓말을 철석같이 믿게 되고, 이사도라는 백작가의 영애로서 호화로운 생활을 하게 된다. 하지만 언제 비밀이 들통날지도 모른다는 두려움에 이사도라는 마리사에게 갖은 악행을 하고, 뒤늦게 스트라스포드 백작은 마리사가 자신의 친딸임을 알게 된다. 하지만 이사도라는 자신의 정체가 발각되기 일보 직전임을 깨닫고 스트라스포드 백작 부부를 자동차 사고로 위장해 살해한다. 그러나 자신의 출생의 비밀을 알게 된 마리사는 스트라스포드 백작가의 후계자로서 권리를 인정받고, 이사도라는 행방을 감춘다. 마리사는 결혼해 딸 마리아를 낳고 이사도라의 딸 뮤즈까지도 친딸처럼 키운다. 그런 마리사 앞에 나타난 이사도라는 정신분열증 증상을 보이고 다시 자취를 감춘다. 시간이 흘러 17세가 된 뮤즈는 함께 자란 자매 마리아에게 이상하리만치 집착을 보이고, 자신의 출생을 고민하게 된다. 그런 뮤즈 앞에 나타난 이사도라는 자신이 뮤즈의 친어머니임을 밝히고, 마리사가 자신을 함정에 빠뜨려 백작가를 빼앗았다고 모함한다. 뮤즈는 이사도라의 농간에 넘어가고 스트라스포드 백작가는 파산 지경에 몰린다. 마리사 모녀는 재정 위기를 타파하기 위해 영지인 글래스고 섬으로 향하지만, 이사도라와 뮤즈는 오래전부터 백작가에 원한을 품고 있던 글래스고 사람들을 선동해 마리사 모녀를 마녀로 몬다. 그러나 마리아를 사랑하고 있던 뮤즈는 두 사람을 위기에서 구하고, 한센병에 걸린 이사도라는 자신의 죄를 후회하며 저택에 불을 지르고 최후를 맞는다. 저택이 불탄 자리에서는 다이아몬드가 발견되고 백작가는 파산 위기를 무사히 넘긴다. 뮤즈는 어머니의 죄를 속죄하기 위해 수도원에 들어간다.